# Bages, Pyrénées-Orientales
Bages (în catalană Bages de Rosselló) este o comună în departamentul Pyrénées-Orientales din sudul Franței. În 2009 avea o populație de 3.894 de locuitori.

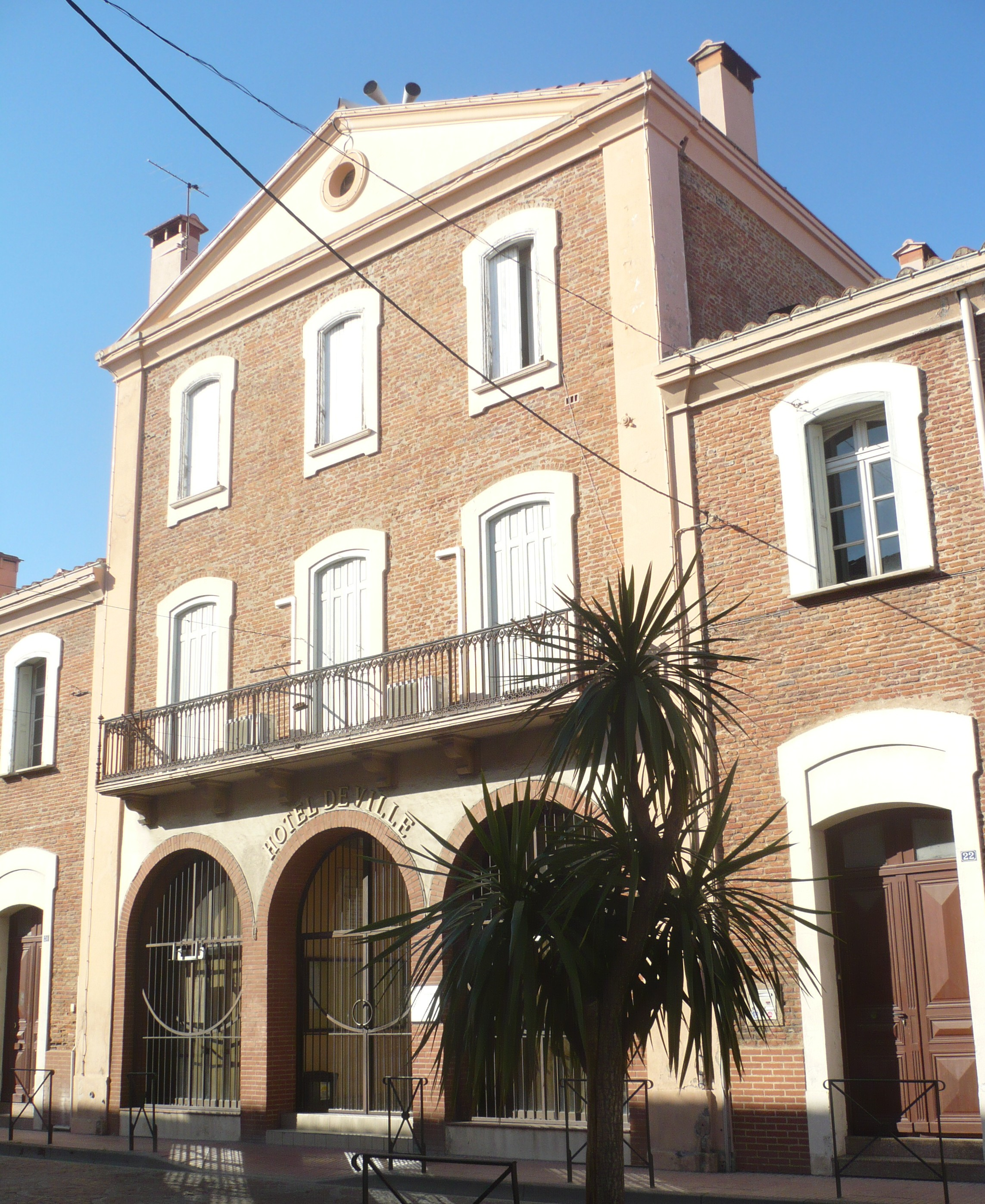
Bages

## Evoluția populației
| An        | 1975  | 1982  | 1990  | 1999  | 2006  | 2009  |
| --------- | ----- | ----- | ----- | ----- | ----- | ----- |
| Populație | 2.145 | 2.711 | 3.317 | 3.328 | 3.723 | 3.894 |